# Lükurgosz (Pherész fia)
A nemeai Lükurgosz (görög betűkkel Λυκοῦργος) árkádiai király Pherész és Periklümené fia, testvére Admétosz és Eidomené. Neki adták el Hüpszipülét rabszolganőnek, akinek az volt a dolga, hogy a király újszülött fiára, Opheltészre vigyázzon. A gyermeket azonban Hüpszipülé letette a karjából, mert a Hetek útbaigazítást kértek tőle. Amíg Hüpszipülé az utat magyarázta, Opheltészt álmában megfojtotta egy kígyó. A dühös apa a lányt kivégeztette volna, ha Amphiaraosz – egyes változatokban Tüdeusz – meg nem menti. Végül fia, Euneósz lémnoszi király kiváltotta őt a rabszolgaságból, miután megtudta, hogy ott raboskodik.
Halála után a trónon Ekhemosz, Airoposz fia követte.